# Varronia acunae
Varronia acunae är en strävbladig växtart som beskrevs av Harold Norman Moldenke. Varronia acunae ingår i släktet Varronia och familjen strävbladiga växter. Inga underarter finns listade i Catalogue of Life.